# 五結鄉
24°41′20″N 121°48′18″E / 24.6887633°N 121.8050125°E
五結鄉位於臺灣宜蘭縣東部，蘭陽溪南岸，蘭陽溪下游沖積平原一帶。北鄰壯圍鄉，東臨太平洋，南鄰蘇澳鎮，西南鄰冬山鄉、羅東鎮，西端接三星鄉、員山鄉、宜蘭市。

## 歷史
五結原屬於蘭陽地區三十六社中之加禮宛社、婆羅辛子宛社、流流社、里德幹社（利澤簡）、掃笏社等五社。至乾隆33年（1768年），福建人林漢生率眾抵此墾荒，是為閩人開發此一地區之先鋒，至嘉慶十五年（1810年），本鄉已略具村莊之規模，而先民墾地拓荒時，採結首制，待土地墾成後，由第五個結首獲得之地，因而稱為「五結」。嘉慶15年（1810年），蘭陽地區歸屬清朝之版圖，設立噶瑪蘭廳、隸屬於台灣府。光緒元年（1875年）新設台北府，改噶瑪蘭廳為宜蘭縣，光緒11年（1885年）台灣設省。
清光緒21年（1895年）割讓於日本。日本政府於同年6月於宜蘭城設置台北縣宜蘭支廳，日本明治30年（清光緒23年、1897年）5月，日本政府改宜蘭支廳為宜蘭廳，劃分二十五庄區，設辦務署統轄之。日本大正9年（民國9年、1920年）行政區改名為五結，由台北州羅東郡管轄。
戰後，脫離日本統治，中華民國政府於民國35年（1946年）成立五結鄉，隸屬台北縣羅東區，民國39年（1950年）台灣省縣市行政區域重新調整，由台北縣分出一部分區域，正式成立宜蘭縣，裁撤區署，本鄉由宜蘭縣直接管轄至今。

## 地理

### 概況
五結鄉全境為平地，位於蘭陽溪的右岸，亦為冬山河的出海口。位於河川下游與海岸的交界處，低窪的五結鄉早年每逢颱風、豪雨，總會造成一片水鄉澤國的景象；經李鳳鳴前縣長及林澤源前鄉長將冬山河截彎取直改善，再由前縣長陳定南整治開發冬山河親水公園爾後，即罕有出現昔日的不堪景色。
因為臨海的低地特性，造就了低於海平面50公分的五十二甲溼地,並有蘭陽溪口水鳥保護區以及五結排水的花樹廊道等優質的親近新興環境，鄉內有多處漁塭，養殖草蝦、淡水魚等；利澤簡地區於早期更是河港，後因沙崙淤積才形成陸地。利澤海邊更是綿延不絕的沙岸，儘管近年來多有沙灘侵蝕的現象出現。
西北側的二結，因興中紙廠（早期為中興紙廠）而有工業聚落，今受社會變遷已變成中興文創園區取代成觀光勝地；東南側的利澤工業區，更是宜蘭未來科技業的重鎮，已有數家科技廠商進駐投資。

### 人口
根據宜蘭縣五結鄉戶政事務所及內政部戶政司統計，2024年底五結鄉戶數約1.7萬戶，人口約4.2萬人，人口密度每平方公里約1,070人，是宜蘭縣人口密度最高的鄉。鄉內人口最多與最少的村分別是大吉村與錦眾村，2024年底兩村人口分別為4,552人與1,591人；人口密度最高與最低的村分別是四結村與錦眾村，2024年底兩村人口密度分別為每平方公里2,591人與433人。

## 政治

### 歷任首長
| 任次 | 姓名   | 黨籍       | 任職日期                      | 備註       |
| ---- | ------ | ---------- | ----------------------------- | ---------- |
| 1    | 陳元全 |            | 1951年7月1日-1953年7月1日     |            |
| 2    | 何連煌 |            | 1953年7月1日-1956年11月1日    |            |
| 3    | 何連煌 |            | 1956年11月1日-1960年1月       |            |
| 4    | 吳阿長 |            | 1960年1月16日-1961年11月      |            |
| 5    | 吳阿長 |            | 1964年3月1日-1968年3月1日     |            |
| 6    | 林初郎 |            | 1968年3月1日-1973年4月1日     |            |
| 7    | 林澤源 |            | 1973年4月1日-1977年12月30日   |            |
| 8    | 林澤源 |            | 1977年12月30日-1982年3月1日   |            |
| 9    | 林慶郎 | 中國國民黨 | 1982年3月1日-1986年3月1日     | 未爭取連任 |
| 10   | 吳木己 | 中國國民黨 | 1986年3月1日-1990年3月1日     | 未爭取連任 |
| 11   | 林慶郎 | 中國國民黨 | 1990年3月1日-1994年3月1日     | 連任失敗   |
| 12   | 沈德茂 | 民主進步黨 | 1994年3月1日-1998年3月1日     |            |
| 13   | 沈德茂 | 民主進步黨 | 1998年3月1日-2002年3月1日     |            |
| 14   | 林義剛 | 中國國民黨 | 2002年3月1日-2006年3月1日     |            |
| 15   | 林義剛 | 中國國民黨 | 2006年3月1日-2010年3月1日     |            |
| 16   | 簡松樹 | 民主進步黨 | 2010年3月1日-2014年12月25日   |            |
| 17   | 簡松樹 | 民主進步黨 | 2014年12月25日-2018年12月25日 |            |
| 18   | 沈德茂 | 無黨籍     | 2018年12月25日-2022年12月25日 |            |
| 19   | 沈德茂 | 無黨籍     | 2022年12月25日-               | 現任       |

### 鄉政組織
五結鄉公所是五結鄉最高層級的地方行政機關，在中華民國政府架構中為鄉自治的行政機關，同時負責執行縣政府及中央機關委辦事項，五結鄉的自治監督機關為宜蘭縣政府。鄉長由全體鄉民直接選舉產生，任期為四年，可連選連任一次。五結鄉公所並置鄉政會議，為鄉政最高決策機構，在鄉長之下，設有5課4室等9個內部單位及4個附屬機關。
五結鄉民代表會是五結鄉的最高民意機關，代表五結鄉全體鄉民立法和監察鄉政。鄉民代表由公民直選選出，任期為四年，可連選連任。五結鄉民代表會共有11位鄉民代表，分別為第一選區2席鄉民代表、第二選區2席鄉民代表、第三選區3席鄉民代表、第四選區2席鄉民代表、第五選區2席鄉民代表，主席、副主席由11位鄉民代表互選產生。

### 行政區
五結鄉的行政區劃轄有三興村、二結村、鎮安村、上四村、四結村、中興村、福興村、五結村、協和村、大吉村、孝威村、錦眾村、利澤村、成興村、季新村等15村，共計331鄰。

## 文化
冬山河出海口曾為噶瑪蘭族「流流社」的所在地，遷至花蓮、臺東的族人每年仍會回到該發源地聚會、祭典。而他們所栽種的大葉山欖更是噶瑪蘭族的精神象徵。

## 教育

### 特殊教育
- 國立宜蘭特殊教育學校

### 國民中學
- 宜蘭縣立五結國民中學
- 宜蘭縣立興中國民中學
- 宜蘭縣立利澤國民中學

### 國民小學
- 宜蘭縣五結鄉五結國民小學
- 宜蘭縣五結鄉中興國民小學
- 宜蘭縣五結鄉利澤國民小學
- 宜蘭縣五結鄉孝威國民小學
- 宜蘭縣五結鄉學進國民小學

## 交通

### 鐵路
臺灣鐵路管理局
- 宜蘭線：二結車站 - 中里車站

### 公路
- 國道五號（蔣渭水高速公路）
  - 47 羅東羅東交流道
- 台2線（北部濱海公路）
  -  台2戊線
- 台7丙線
- 台9線
- 縣道191號
- 縣道196號
  -  縣道196甲線

### 公車資訊
※全線可使用悠遊卡及一卡通付款乘車（不論刷卡購票或車上刷卡）；國道客運路線，五結站可供上下車。※
- 國道客運
  - 首都客運：
    - 1570 台北－北二高－北宜高－羅東（羅東直達車）
    - 1572 台北－北二高－北宜高－羅東（全程車）

  - 大都會客運與台北客運聯營：
    - 9028 新店－北二高－北宜高－羅東（羅東直達車）
    - 9028 新店－北二高－北宜高－羅東－蘇澳 （全程車）
    - 9028 新店－北二高－北宜高－羅東－蘇澳 （全程車經坪林）

  - 國光客運：
    - 1879 圓山－中山高－南港－環東大道－北二高－北宜高－羅東－南方澳 （蘇澳全程車）
    - 1879 圓山－中山高－南港－環東大道－北二高－北宜高－羅東 （羅東直達車）

  - 葛瑪蘭客運：
    - 1915A 板橋－台北－－北二高－北宜高－礁溪－宜蘭－羅東 （全程車）
    - 1915B 板橋－台北－環東大道－北二高－北宜高－礁溪－宜蘭－羅東 （全程車經環東大道）
    - 1915C 板橋－台北－－文山路－北宜高－礁溪－宜蘭－羅東 （全程車經文山路）
    - 1917A  板橋－台北－－北二高－北宜高－羅東 （直達車）
    - 1917B  板橋－台北－環東大道－北二高－北宜高－羅東 （全程車經環東大道）
- 宜蘭縣市區公車(宜蘭勁好行)
  - 首都客運：
    - 241 羅東轉運站－蘇澳新站
    - 台灣好行冬山河線 綠21 羅東運動公園－羅東轉運站－國立傳統藝術中心
    - 台灣好行冬山河線 綠21區間 羅東轉運站－國立傳統藝術中心

  - 葛瑪蘭客運：
    - 621 錦草上溪埔－羅東轉運站－國立傳統藝術中心

  - 國光客運：
    - 1791 羅東－清水－南方澳
    - 1797 羅東－岳明新村
    - 1797 羅東－清水－岳明新村

## 旅遊
- 五結奠安宮：神像為騎豺造型的土地公。
- 四結福德廟：有一尊巨型的土地公像。

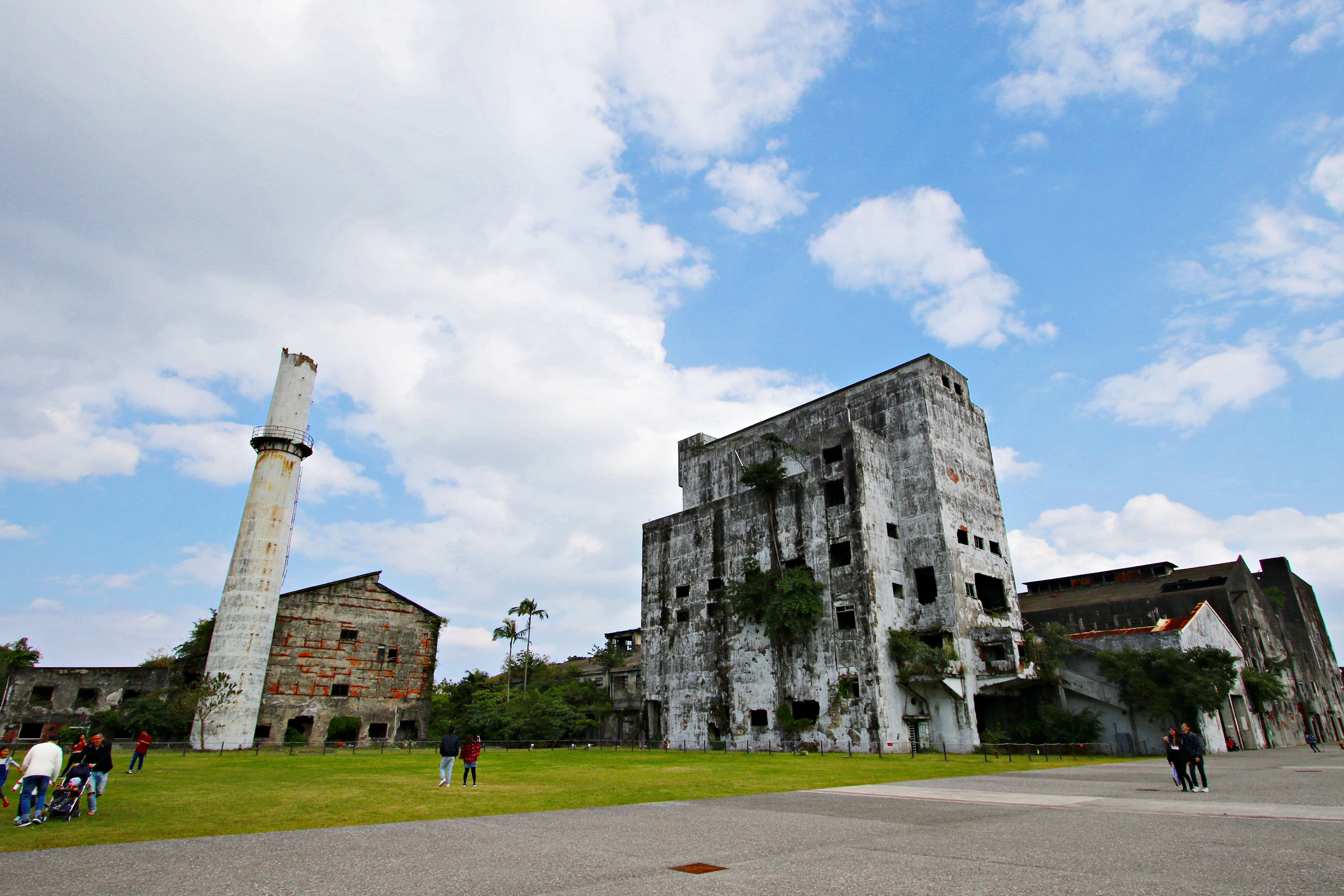
宜蘭中興文化創意園區

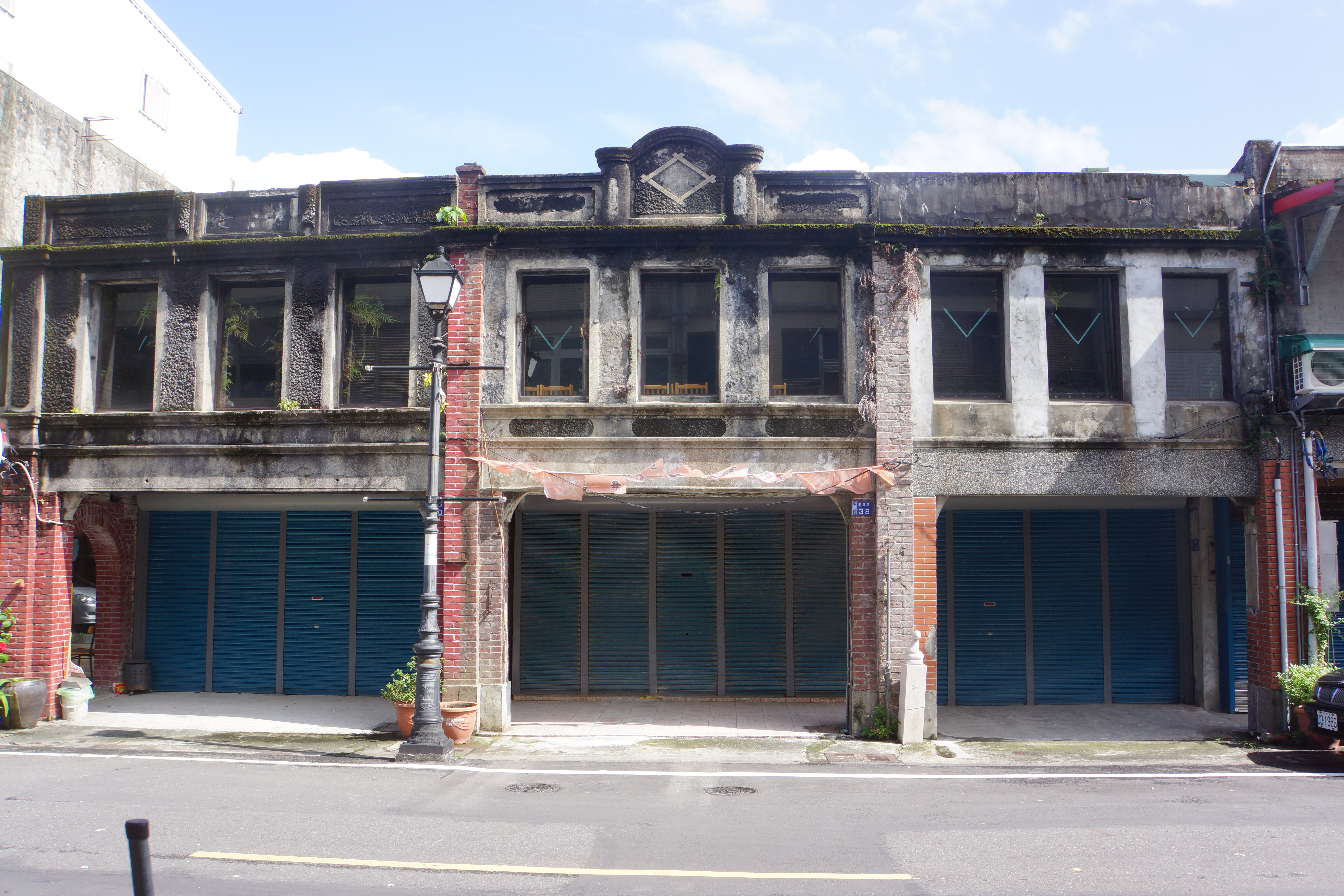
利澤老街

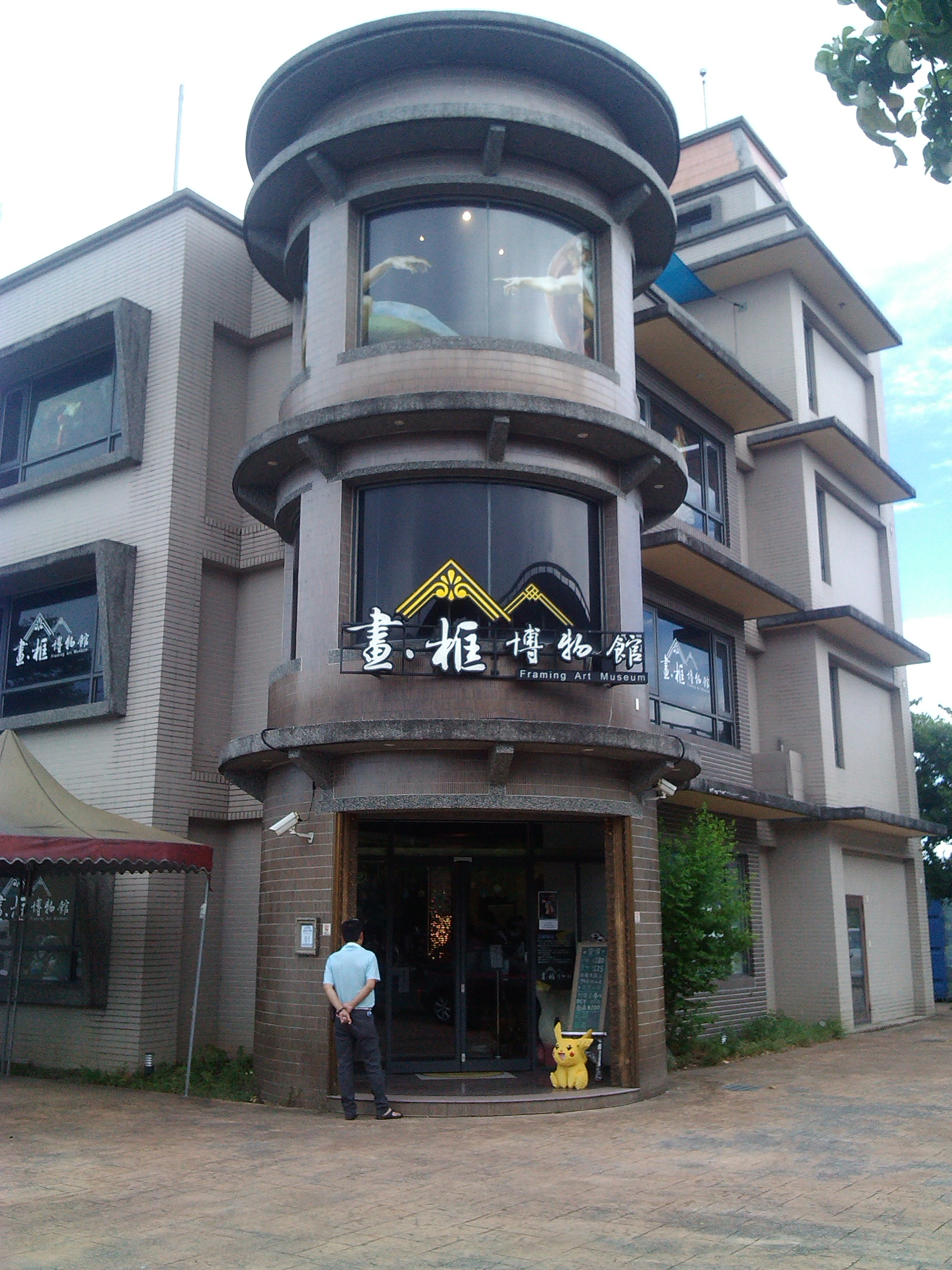
五結畫框博物館

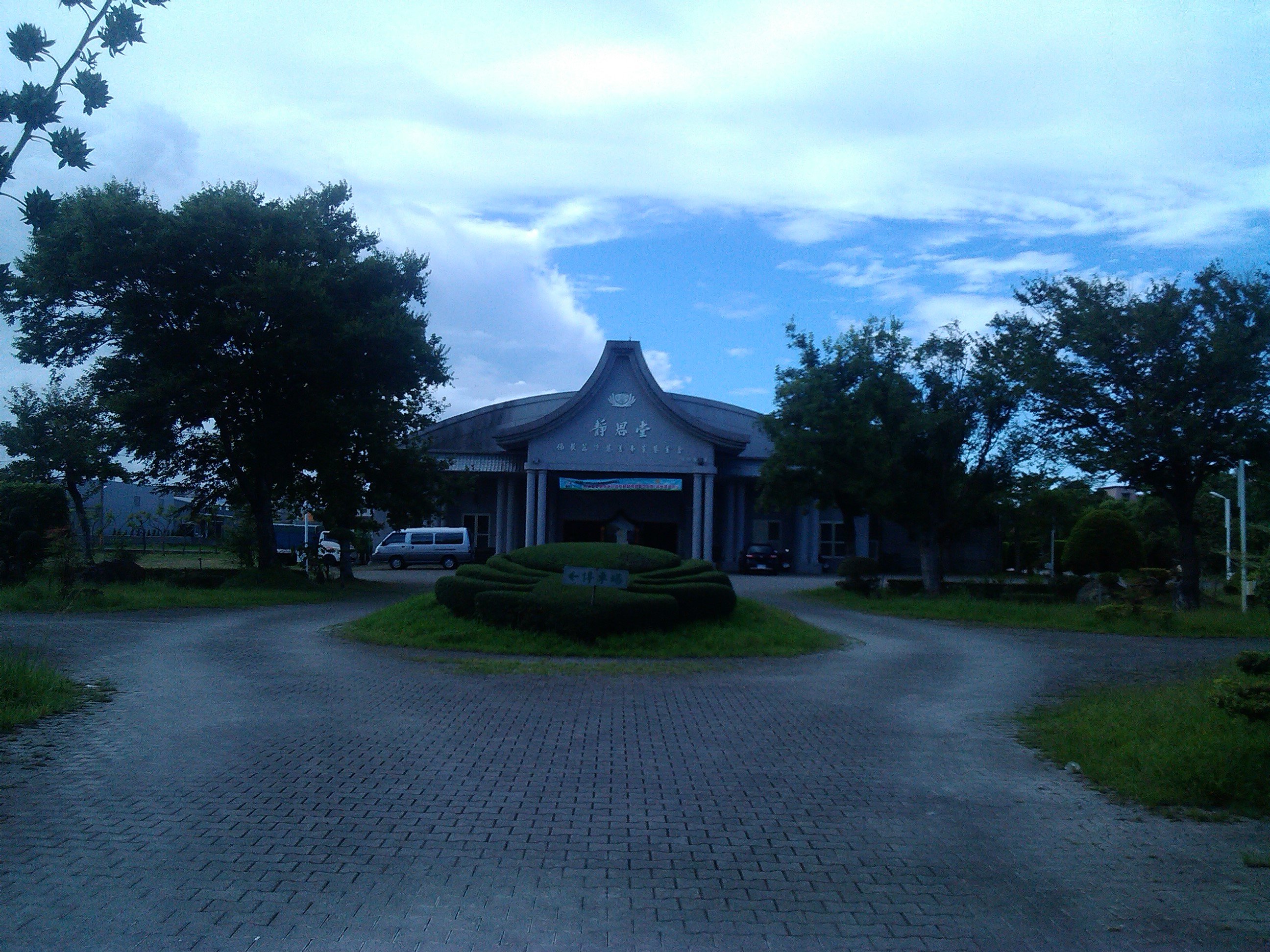
慈濟五結靜思堂

- 二結王公廟：曾經舉辦「千人移廟二結埕」的活動，每年古公三王壽誕前的周末會舉辦過火及抓乩童活動，也是大二結地區的信仰中心。
- 開基灶君廟省民堂：臺灣主祀灶君廟中最早建立的廟宇。
- 利澤簡永安宮：百年媽祖廟，其舊廟建築與元宵節舉行抬神轎競速的比賽皆被列為宜蘭縣文化資產。
- 利澤簡廣惠宮：主祀廣惠尊王的廟宇，被列為宜蘭縣文化資產。
- 慶興廟：主祀國姓爺，季新村新店地區的信仰中心。
- 馬良廟：季新村加禮宛地區的噶瑪蘭族祖靈廟。
- 冬山河親水公園
- 國立傳統藝術中心
  - 傳藝文昌祠：官立文昌廟。
  - 黃舉人宅：原位於宜蘭市，異地遷建。
  - 鄭氏家廟廣孝堂：原位於宜蘭市，異地遷建。
- 五十二甲溼地賞鳥區
- 利澤沙丘海岸

鄉公所設置「新水自行車道」，該處種植大量相思樹為防風林，海岸為一優良釣場。目前有沙灘遭受海水侵蝕，而海岸倒退的現象。
- 利澤老街：以利澤簡永安宮為中心的老街，還有利澤簡廣惠宮，曾經為利澤簡的繁華留下見證；其中「利生醫院」所在的建築更具有巴洛克式的風格，為台灣偶像劇命中注定我愛你的拍攝場景之一。
- 新水自行車道
- 宜蘭博士鴨觀光工廠
- 二結紙廠殉職碑
- 宜蘭中興文化創意園區：前身為「中興紙廠」，2013年由宜蘭縣政府接手進行活化，在2017年7月底開幕。
- 五結畫框博物館
- 慈濟五結靜思堂
- 五結排水花樹廊道

## 外部連結
- 五結鄉公所
- 亮麗五結的Facebook專頁
- YouTube上的亮麗五結頻道